# Synanthedon
Synanthedon é um gênero de traça pertencente à família Brachodidae.